# CMLL Show Aniversario 84
CMLL Show Aniversario 84 fue un evento de pago por visión de lucha libre profesional producido por Consejo Mundial de Lucha Libre. Tuvo lugar el 16 de septiembre de 2017 desde la Arena México en Ciudad de México.
El evento presentó dos Lucha de Apuestas separadas. En la primera lucha, Zeuxis derrotó a Princesa Sugehit, obligándola a quitarse la máscara, y en la segunda lucha, Gran Guerrero derrotó a Niebla Roja para desenmascararlo.

## Resultados
- Hechicero, Dragón Rojo Jr. y Pólvora derrotaron a The Panther, Blue Panther Jr. y Stuka Jr.
  - Pólvora cubrió a Panther Jr. después de un «Pólvora Driver».
- Diamante Azul, Marco Corleone y Valiente derrotaron a Nueva Generación Dinamita (El Cuatrero, Forastero & Sansón).
  - Valiente forzó a Cuatrero a rendirse.
- La Peste Negra (Negro Casas, Bárbaro Cavernario & El Felino) derrotaron a Rush, Sam Adonis y Kraneo por descalificación.
  - Casas fue descalificado después de que Adonis aplicara con un «Low Blow».
  - Después de la lucha, Adonis continuó atacando a Casas.
- Zeuxis derrotó a Princesa Sugehit en una Lucha de Máscara vs. Máscara.
  - Zeuxis cubrió a Sugehit después de un «Spanish Fly».
  - Como consecuencia, Sugehit perdió su máscara.
  - La identidad de Princesa Sugehit era: la luchadora se llama Ernestina Sugehit Salazar Martínez y su lugar de origen es Monterrey, Nuevo León.
- Volador Jr., Flip Gordon y Carístico derrotaron a Satoshi Kojima, Mephisto y Último Guerrero.
  - Caristico, Volador y Gordon cubrieron a Kojima, Mephisto y Guerrero después de un «8’08».
- Gran Guerrero derrotó a Niebla Roja en una Lucha de Máscara vs. Máscara.
  - Guerrero cubrió a Roja después de un «Fisherman Buster».
  - Como consecuencia, Niebla Roja perdió su máscara.
  - La identidad de Niebla Roja era: el luchador se llama Sergio Raymundo Chávez Velasco y su lugar de origen es Torreón, Coahuila.